# 오리건 가도

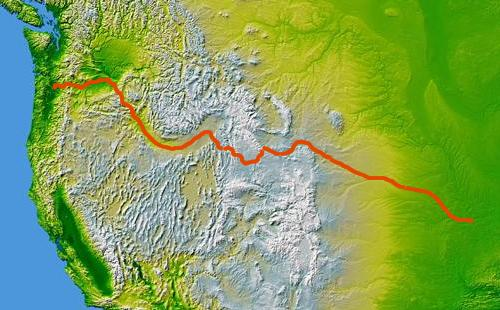
오리건 가도

오리건 가도(Oregon Trail)란 미합중국 서부 이주자들의 이동로를 칭한다. '오리건 트레일' 이라고도 하고 미주리주에서 오리건주에 이르는 약 3,200 km의 산길을 지칭한다. 미주리주 인디펜던스 부근에서 플래트강을 지나 윈드리버산맥의 남측 산마루를 넘고 스네이크강을 따라 컬럼비아강가의 와라와라 성채까지 뻗어 있었으며 19세기에 몇 년이나 걸려 완성되었다. 이 오리건 가도는 1820년대에는 올가미 사냥꾼, 교역상인, 선교사만이 통행하는 길이었으나 1840년대 초 골드러시 때 금에 눈을 뜨게 된 사람들이 금을 캐러 집단으로 이동하면서 이 가도를 이용하였고 서부 이주에 크게 기여한다. 이밖에 캘리포니아 이주자. 유타 주로 가려는 모르몬교도, 목장주, 카우보이는 모두 오리건 가도를 이용했다. 르랜시스 파크먼이 실화를 토대로 지은 소설 『The Oregon Trail』도 발간이 되었다. 요즈음에는 일상생활에서 돈을 빨리 딸 수 있다는 의미로서 전용되기도 한다

## 이동 중 생활
사람들은 정돈되지 않은 울퉁불퉁한 길을 수레를 타고 가는 것을 싫어했고 대부분 그냥 걸어갔다.신발은 금방 만신창이가 되었고 발은 피투성이가 되기 십상이었다. 서부로 가는길은 강, 산, 사막을 위시해 험난한 지형이 연속돼서 이주자들은 산을 오르내리고 진흙과 먼지와 싸워야 했다.

### 캠핑
이주자들은 짐마차 주변에 불을 피우고 캠핑했다. 지친 가축들의 울타리 역할을 해 주고자 그 사람들은 원을 그려 빙둘러 앉았다.
오리건 가도를 통하는 사람들이 많아지자 캠핑도 점점 힘들어졌다. 불을 피울 재료가 부족했기 때문이다. 주변에 나무가 많지 않아 그 사람들은 버팔로의 똥을 태워야했다.

### 버팔로
거대한 버팔로 떼가 오리건 가도를 지나는 사람들의 앞길을 막을 때가 잦았다. 이주자들은 이때 만사를 제쳐두고 버팔로를 사냥하곤 했다. 이때 무리한 사냥 탓에 버팔로가 멸종 위기에 처해 있다.

### 인디언
오리건 가도로 가던 사람들이 제일 우려한 인디언 부족 두 개는 북측의 샤이엔족과 남측의 파우니족이었는데 이 두 족은 이주자들에게 공격은커녕 친절을 베풀었다.
이주자들과 인디언 사이에서는 물물교환이 이루어졌는데 이주자들은 옷, 권총, 담배를 주로 주었고 인디언들은 말이나 식량을 제공했다.
얼마 지나지 않아 이주자들이 가축을 초원에 지나치게 방목하고 땔감을 구하려고 나무를 함부로 자르며 버팔로를 무분별하게 사냥하기 시작한 탓에 인디언들은 피해하였다.

## 역경

### 도강
이주자들에게 절대로 불가피했던 역경으로서 수백 명이 북부 플라테강과 콜럼비아강을 지나려다가 익사했다. 1850년 한 해만 하더라도 37명이 익사했다.

### 이동 수단
수레에는 보통 짐을 실어서 사람 대부분은 3200km나 되는 거리를 도보해야 했다.

### 사고
사고 대부분은 이주자들 자신의 과오 탓에 일어났고 황소를 제대로 통제하지 못하거나 이동 수단인 수레를 잘 운전하지 못해 발생하는 사고가 잦았다.수레에는 어떤 안전장치도 되어 있지 않아서 아이들이 수레바퀴 밑에 깔려 죽는 사고가 빈번하게 발생했다.

### 이동 중 기후
번개가 자주 쳤고 벼락에 맞아 죽은 사람이 많았다. 환경이 열악해서 조금만 비가와도 수레나 마차에 비가 샜고 주변은 평원이라서 마땅한 은신처도 없었다.

### 콜레라
오리건 가도 이동 중 가장 심각했던 문제로서 마땅한 치료책이 없어 멀쩡하던 사람이 몇 시간만에 죽었고 그 중 소수만이 제대로 땅에 묻혔다. 나머지는 길가에 버려지거나 마차나 수레 위에서 혼자 죽었다.

## 같이 보기
- 캔자스 준주
- 네브래스카 준주